# Intrigues à Hawaï
Intrigues à Hawaï (Hawaiian Eye) est une série télévisée américaine en 134 épisodes de 50 minutes en noir et blanc créée par Roy Huggins et diffusée entre le 7 octobre 1959 et le 2 avril 1963 sur le réseau ABC.
Au Québec, la série a été diffusée à partir du 18 septembre 1963 à Télé-Métropole. La série a été diffusée également sur Télé Luxembourg dans les années 1960, parfois sous le titre alternatif Les Yeux d'Hawaï.

## Distribution
- Robert Conrad : Tom Lopaka
- Anthony Eisley (en) : Tracy Steele (saisons 1 à 3)
- Connie Stevens : Cricket Blake
- Poncie Ponce (en) : Kazuo Kim
- Grant Williams : Greg MacKenzie (saisons 2 à 4)
- Troy Donahue : Philip Barton (saison 4)
- Douglas Mossman : Moke
- Mel Prestidge : Lt. Danny Quon

## Épisodes
Les épisodes comportant des titres en français ont été doublés, les autres restent inédits en français.

### Première saison (1959-1960)
1. Vacances à Malihini (Malihini Holiday)
2. La Veuve de Waikiki (Waikiki Widow)
3. Deuxième jour d'infamie (Second Day of Infamy)
4. Tous frais payés (All Expenses Paid)
5. Dangereux Eden (Dangerous Eden)
6. Nuage sur Koala (Cloud Over Koala)
7. Le garçon de la plage (Beach Boy)
8. Trois billets pour Lani (Three Tickets to Lani)
9. Le Retour rapide (The Quick Return)
10. Le Secret de la deuxième porte (Secret of the Second Door)
11. Shipment from Kihe
12. Treize à la douzaine (A Dime a Dozen)
13. The Koa Man
14. Timbrée pour Danger (Stamped for Danger)
15. The Kamehameha Cloak
16. The Kikiki Kid
17. Puis il en resta trois… (Then There Were Three)
18. Sword of the Samurai
19. Hong-Kong Passage (Hong Kong Passage)
20. Coupe de glace (Cut of Ice)
21. Fatal Cruise
22. Danger sur le crédit (Danger on Credit)
23. Bequest of Arthur Goodwin
24. Birthday Boy
25. Second Fiddle
26. Kim Quixote (Kim Quixote)
27. La Dame ne voyage pas (The Lady's Not for Traveling)
28. Murder, Anyone
29. Typhon (Typhoon)
30. Shadow of the Blade
31. Dead Ringer
32. Little Blalah
33. Mission : Manille (Assignment : Manila)

### Deuxième Saison (1960-1961)
1. I Wed Three Wives
2. Princess from Manhattan
3. With This Ring
4. Sea Fire
5. Jade Song
6. The Blue Goddess
7. White Pigeon Ticket
8. Vanessa Vanishes
9. The Kahuna Curtain
10. Girl on a String
11. Kakua Woman
12. The Contenders
13. Swan Song for a Hero
14. The Money Blossom
15. Services Rendered
16. Baker's Half Dozen
17. Made in Japan
18. A Touch of Velvet
19. Talk and You're Dead
20. Robinson Koyoto
21. The Manabi Figurine
22. Caves of Pele
23. Man in a Rage
24. The Stanhope Brand
25. The Trouble with Murder
26. The Man from Manila
27. Her Father's House
28. The Humukumunukunukuapuaa Kid
29. Don't Kiss Me Goodbye
30. Dragon Road
31. It Ain't Cricket
32. The Comics
33. Father, Dear Father
34. The Manchu Formula
35. The Pretty People
36. The Big Dealer
37. Maid in America
38. A Taste for Money

### Troisième Saison (1961-1962)
1. Satan City
2. The Kupua of Coconut Bay
3. The Moon of Mindanao
4. The Doctor's Lady
5. Thomas Jefferson Chu
6. Pill in the Box
7. Kill a Grey Fox
8. Point Zero
9. The Queen from Kern County
10. The Final Score
11. Two for the Money
12. Tusitula
13. The Classic Cab
14. Concert in Hawaii
15. The Missile Rogues
16. Little Miss Rich Witch
17. Big Fever
18. Year of Grace
19. My Love But Lightly
20. Cricket's Millionaire
21. Four-Cornered Triangle
22. Total Eclipse
23. Blackmail in Satin
24. A Scent of Whales
25. A Likely Story
26. CThe Meeting on Molokai
27. An Echo of Honor
28. Nightmare in Paradise
29. Aloha, Cricket
30. The Last Samurai
31. Rx Cricket
32. Location Shooting
33. Across the River Lethe
34. Scene of the Crime
35. Among the Living
36. V' is for Victim
37. Koko Kate
38. Lalama Ladyoff

### Quatrième Saison (1962-1963)
1. Day in the Sun
2. Somewhere There's Music
3. There'll Be Some Changes Made
4. The Broken Thread
5. Lament for a Saturday Warrior
6. The After Hours Heart
7. The Sign-Off
8. A Night with Nora Stewart
9. To See, Perchance to Dream
10. Pursuit of a Lady
11. Shannon Malloy
12. Go Steady with Danger
13. Kupikio Kid
14. Maybe Menehunes
15. Pretty Piegon
16. Two Too Many
17. Boar Hunt
18. Go for Baroque
19. The Long Way Home
20. Two Million Too Much
21. Blow Low, Blow Blue
22. Gift of Love
23. The Sisters
24. Passport